# Phytocoris albicuneatus
Phytocoris albicuneatus är en insektsart som beskrevs av Stonedahl 1988. Phytocoris albicuneatus ingår i släktet Phytocoris och familjen ängsskinnbaggar. Inga underarter finns listade i Catalogue of Life.